# Percivale (kráter)
Percivale je impaktní kráter na Saturnově měsíci Mimas. Nomenklatura kráterů na Mimasu čerpá z britské mytologie – konkrétně z Artušovských legend, tento je tak pojmenován podle Percivala, rytíře Kulatého stolu. Název byl schválen Mezinárodní astronomickou unií v roce 1982.
Má průměr 20 km a jeho střední souřadnice na měsíci jsou 3°00′36″ J a 178°51′36″ Z. Persivalem prochází mimaský rovník.
Východoseverovýchodně leží dvakrát menší kráter Palomides.